# Fryderyk za album roku muzyka kameralna – duety
Fryderyk za album roku muzyka kameralna – duety – polska nagroda muzyczna Fryderyk, przyznawana corocznie od roku 2022 w sekcji muzyki klasycznej w kategorii album roku muzyka kameralna – duety. Honoruje wykonawców za album muzyki kameralnej nagranej w duecie. Fryderyki są przyznawane od 1995 przez Związek Producentów Audio-Video (ZPAV) za osiągnięcia w rodzimym przemyśle muzycznym. Od 2000 za wyłanianie nominowanych, a następnie laureatów odpowiedzialna jest powołana przez ZPAV Akademia Fonograficzna.
Kategoria została wprowadzona podczas 28. edycji, Fryderyków 2022, w wyniku podziału kategorii album roku muzyka kameralna na dwie: album roku muzyka kameralna – duety i album roku muzyka kameralna – większe składy.
Anna Mikołajczyk-Niewiedział otrzymała w kategorii najwięcej nominacji (3) i jako jedyna wygrała w niej 2 razy.

## Laureaci i nominowani
Kolor złoty oznacza nagrodzony album i laureatów.
| Rok  | Album                                                                      | Nominowani | Źr.   |
| ---- | -------------------------------------------------------------------------- | --- | ----- |
| 2022 | Ignacy Jan Paderewski: Pieśni                                              | Anna Mikołajczyk-Niewiedział i Marcin Tadeusz Łukaszewski | [ 4 ] |
| 2022 | Astor Piazzola: Centenario                                                 | Klaudiusz Baran i Michał Nagy | [ 4 ] |
| 2022 | Early 19th-Century Piano Music for Four Hands on the Traugott Berndt Piano | Marek Toporowski i Irmina Obońska | [ 4 ] |
| 2022 | Siergiej Prokofiew: Sonaty skrzypcowe, Pięć melodii op. 35 bis             | Jakub Jakowicz i Łukasz Chrzęszczyk | [ 4 ] |
| 2022 | Zygmunt Noskowski: Dzieła wszystkie na duet fortepianowy                   | Ravel Piano Duo (Agnieszka Kozło i Katarzyna Ewa Sokołowska) | [ 4 ] |
| 2023 | Andrzej Krzanowski: Reliefs                                                | Arkadiusz Bialic, Maciej Frąckiewicz, Joanna Freszel, Leszek Lorent, Marcin Zdunik i Lutosławski Quartet                                                                             | [ 5 ] |
| 2023 | Irrberge                                                                   | Andrzej Ciepliński i Tymoteusz Bies | [ 5 ] |
| 2023 | Rafał Janiak: Violin Inspirations                                          | Kamila Wąsik-Janiak, Andrzej Karałow i Piotr Ptak | [ 5 ] |
| 2023 | Sebastian Szymański: Pieśni                                                | Anna Mikołajczyk-Niewiedział i Marcin Tadeusz Łukaszewski | [ 5 ] |
| 2023 | Transfigurations                                                           | Wojciech Fudala i Michał Rot | [ 5 ] |
| 2024 | Stanisław Wisłocki – Solo & Chamber Works                                  | Wojciech Świętoński (fortepian), Anna Mikołajczyk-Niewiedział (sopran) i Marta Piórkowska (skrzypce)                                                                                 | [ 6 ] |
| 2024 | Artur Malawski – Piano Chamber Music                                       | Sylwia Michalik (fortepian), Małgorzata Wasiucionek-Potera (skrzypce), Kamila Wąsik-Janiak (skrzypce), Adam Krzeszowiec (wiolonczela), Inga Poškutė (sopran) i Iza Połońska (sopran) | [ 6 ] |
| 2024 | Bacewicz, Paciorkiewicz, Spisak, Weinberg – Utwory na dwoje skrzypiec      | Polish Violin Duo (Marta Gidaszewska i Robert Łaguniak) | [ 6 ] |
| 2024 | Chopin Inspirations                                                        | Janusz Wawrowski (skrzypce) i Mischa Kozłowski (fortepian) | [ 6 ] |
| 2024 | Life & Beyond                                                              | Małgorzata Wasiucionek-Potera (skrzypce) i Andrzej Karałow (fortepian) | [ 6 ] |
| 2025 | Wieniawski, Paderewski, Lutosławski                                        | Krzysztof Jakowicz (skrzypce), Robert Morawski (fortepian) | [ 7 ] |
| 2025 | Ad libitum                                                                 | Roksana Kwaśnikowska (skrzypce), Krzysztof Stanienda (fortepian) | [ 7 ] |
| 2025 | Dedications                                                                | Cracow Duo: Jan Kalinowski i Marek Szlezer | [ 7 ] |
| 2025 | Departures                                                                 | Jakub Jakowicz (skrzypce), Łukasz Chrzęszczyk (fortepian) | [ 7 ] |
| 2025 | Sonaty i fantazje na altówkę i fortepian                                   | Katarzyna Budnik (altówka), Grzegorz Mania (fortepian) | [ 7 ] |

## Statystyki
| Liczba | Osoba/zespół                 | Lata       |
| ------ | ---------------------------- | ---------- |
| 2      | Anna Mikołajczyk-Niewiedział | 2022, 2024 |

| Liczba | Osoba/zespół                  | Lata             |
| ------ | ----------------------------- | ---------------- |
| 3      | Anna Mikołajczyk-Niewiedział  | 2022, 2023, 2024 |
| 2      | Andrzej Karałow               | 2023, 2024       |
| 2      | Jakub Jakowicz                | 2022, 2025       |
| 2      | Kamila Wąsik-Janiak           | 2023, 2024       |
| 2      | Łukasz Chrzęszczyk            | 2022, 2025       |
| 2      | Małgorzata Wasiucionek-Potera | 2024, 2025       |
| 2      | Marcin Tadeusz Łukaszewski    | 2022, 2023       |
| 2      | Roksana Kwaśnikowska          | 2023, 2025       |